# Toot, Whistle, Plunk and Boom
Toot, Whistle, Plunk and Boom é um filme de animação em curta-metragem estadunidense de 1953 dirigido e escrito por Ward Kimball e Charles A. Nichols. Venceu o Oscar de melhor curta-metragem de animação na edição de 1954. A versão em português no Brasil se intitulava "O Tatá, o Fifi, o Plim e o Tibum".

## Elenco
- Bill Thompson
- Thurl Ravenscroft
- Loulie Jean Norman
- Charlie Parlato
- Gloria Wood